# 谢里耶讷
谢里耶讷（法語：Chériennes，法語發音：[ʃeʁjɛn]）是法国上法蘭西大區加来海峡省的一个市镇，属于蒙特勒伊区。

## 地理
谢里耶讷（50°18'50"N, 2°2'8"E）面积4.65 平方千米，位于法国上法蘭西大區加来海峡省，该省份为法国北部沿海省份，西北濒北海，南至索姆省，东临北部省。
与谢里耶讷接壤的市镇（或旧市镇、城区）包括：阿图瓦地区勒凯努瓦、勒尼欧维尔、瓦克里耶特埃尔基耶尔、科蒙、方丹莱塔隆。

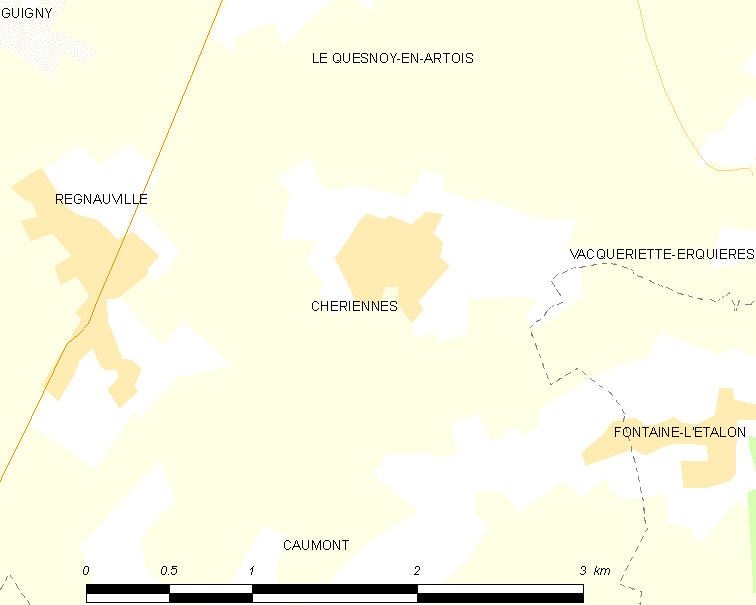
谢里耶讷的OSM定位图

谢里耶讷的时区为UTC+01:00、UTC+02:00（夏令时）。

## 行政
谢里耶讷的邮政编码为62140，INSEE市镇编码为62222。

## 政治
谢里耶讷所属的省级选区为欧克西堡县。

## 人口

1962-2008年间谢里耶讷人口变化图示

谢里耶讷于2022年1月1日时的人口数量为169人。